# Thales de Andrade
Thales Castanho de Andrade (15 de setembro de 1890 – Piracicaba – 22 de outubro de 1977 – São Paulo) foi um escritor, historiador e professor brasileiro, hoje aceito como o criador do gênero infanto-juvenil da literatura brasileira. Sua obra mais importante foi o infanto-juvenil Saudade. O seu universo literário girou em torno do conhecimento simples do brasileiro rural.

## Biografia
Thales de Andrade era filho de José Miguel de Andrade e Castorina Castanho de Andrade, ele natural do município de São Pedro, interior de São Paulo e ela de Capivari. Casou-se em 1912 com Maria Garcia de Toledo. Diplomou-se professor normalista pela antiga Escola Complementar, atual Instituto de Educação Sud Mennucci. Nesta mesma escola ocupou os cargos de professor de História do Brasil, História Geral e outras disciplinas, bem como o de diretor.
Lecionou também em escolas da zona rural, Escola de Comércio Cristóvão Colombo, Colégio Piracicabano e na cidade de Porto Ferreira. Foi Inspetor Técnico do Ensino Rural e exerceu o cargo de diretor Geral do Departamento de Educação. Também, entre 1919 a 1922, foi vereador da Câmara Municipal de Piracicaba e presidente do Esporte Clube XV de Novembro.
Suas aulas de História sempre foram amparadas pelo espírito crítico, pesquisa científica e interpretação histórica, segundo o jornalista Losso Neto, seu ex-aluno e dono do Jornal de Piracicaba.
Incentivados pelo professor Thales, vários de seus alunos tornaram-se escritores e historiadores. Homem de letras, manteve amizade e correspondência com importantes intelectuais da época, como João Chiarini, Leo Vaz, Rocha Pombo, Oswald de Andrade e Paulo Setúbal.
Thales de Andrade também foi autor de um método de alfabetização, que, no México, permitiu a educação satisfatória, em pouco mais de dois anos, de um milhão e meio de analfabetos, na maioria indígenas. Hoje é considerado o fundador do gênero infanto-juvenil no Brasil, título antes atribuído a Monteiro Lobato. Seu livro A Filha da Floresta, de 1919,
é bem anterior ao livro Narizinho Arrebitado (de 1921) do escritor de Taubaté.
Ao todo, em sua carreira de escritor, escreveu quarenta e sete livros, perfazendo, no total, uma tiragem de dois milhões de exemplares vendidos. A obra Saudade foi, por longos anos, talvez meio século, o livro mais adotado para leituras nas escolas do Brasil.

## Obras Principais
- A Filha da Floresta. - Ed. Jornal de Piracicaba, 1919 e Companhia Melhoramentos de São Paulo, 1921
- Saudade - Ed. São Paulo: Cia. Editora Nacional - 56a. - (1967).
- Encanto e Verdade - Companhia Melhoramentos de São Paulo -1922, composta por vinte e seis livros – Contos e novelas para adolescentes
- Campo e Cidade - Companhia Melhoramentos de São Paulo
- Itaí - O Menino Das Selvas - Editora Revista dos Tribunais - 1956
- A Fonte Maravilhosa - Companhia Melhoramentos de São Paulo

## Homenagens e Prêmios
Entre as homenagens e prêmios que recebeu estão:
- título de “Cidadão Paulistano”, Resolução nº. 24/62, Câmara Municipal de São Paulo, 17 de dezembro de 1964
- medalha cultural “Vital Brasil”, 13 de outubro de 1965, da Academia Paulista de Letras
- Cruz do Mérito da Educação, agosto de 1967, da União Brasileira de Escritores (UBE)
- Prêmio Jabuti de literatura infantil, 1967[8]
- A Semana Thales de Andrade, - Secretaria de Educação do Estado de São Paulo, 1967.[9]

## Comentários sobre o livro Saudade
- Sud Mennucci, “Thales fez de seu livro um encantador romance, contando a pequena história de uma criança, nascida na fazenda, levada, ao depois, à cidade e, em seguida, por motivos naturais de inadaptação, reintegrada no seu “habitat” de origem. Dentro dessa moldura fervilha um mundo real, um mundo perceptível à imaginação e ao intelecto infantil e descrito com um relevo, graça, um vigor como rarissimamente se encontram em obras de tal gênero.
- Leo Vaz: “O autor tem a intuição exata da psicologia infantil; sabe ser criança entre crianças, aliando a um assunto próprio uma linguagem sóbria e expressiva”.
- Sampaio Dória: “Bem haja o seu autor pela caridade de ter escrito um livro útil às crianças”.